# Гэлтахт

Гэлтахты в Ирландии

Гэ́лтахт (ирл. Gaeltacht, гэльск. Gàidhealtachd) в Ирландии и Шотландии — обозначение районов, где, соответственно, ирландский и шотландский (гэльский) языки сохраняются как языки повседневного общения значительной части жителей.
В Республике Ирландия статус всех этих территорий как гэлтахтов определён в законодательном порядке, в Шотландии же это название является неформальным.

## Гэлтахты в Ирландии

### История

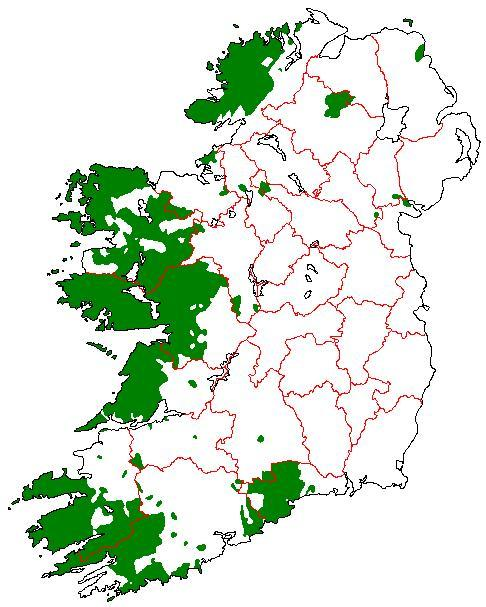
Гэлтахты Ирландии в 1926 году

Отчёт первой Комиссии по гэлтахтам (Coimisiún na Gaeltachta) появился в 1926 году. Согласно ему, гэлтахтами предлагалось объявить все районы, где на ирландском языке говорит свыше 25 % населения. В результате в Свободном государстве были созданы гэлтахты в 15 из 26 графств. В то же время в Северной Ирландии правительство отрицательно относилось к ирландскому языку и никаких мер по его защите принято не было.
Вторая комиссия была создана в начале 1950-х годов. Она рекомендовала пересмотреть границы гэлтахтов и исключить из их числа ряд районов, где ирландский язык исчез или значительно ослаб. В результате были установлены границы округов-гэлтахтов в семи графствах (Донегол, Голуэй, Мейо, Керри, Корк и Уотерфорд), которые с тех пор претерпели лишь незначительные изменения: были добавлены районы Клохана и Бренанна (в Керри), часть Западного Мускерри (Корк) и Бале-Гиб и Рах-Карнь в графстве Мит.
Третья комиссия опубликовала свой отчёт, в котором предлагалось разделить гэлтахты на три класса в зависимости от положения ирландского языка и сосредоточить усилия правительства на том, чтобы поддерживать его, в первую очередь, в районах класса А, где язык наиболее силён, однако правительство отвергло эту идею.

### Демография
Согласно переписи населения 2006 года, население гэлтахтов составляло 91 862 человека, из них ирландским языком владело 64 265. Большинство гэлтахтов представляют собой отдалённые сельские районы, и для них всегда был характерен высокий уровень оттока молодёжи. В то же время эти места привлекают не владеющих ирландским языком туристов и иммигрантов, что также размывает положение ирландского языка. В особенно значительной мере это относится к гэлтахтам графства Голуэй, находящимся в непосредственной близости от растущего города Голуэя.
Согласно переписи 2016 года, население гэлтахтов составило 96 090 человек, из них ирландским языком владело 63 662, а использовало язык ежедневно вне учебных заведений 20 586 человек.

## Гэлтахты в Шотландии

Распределение носителей гэльского языка в Шотландии в 2011 г.

В Шотландии термин Gàidhealtachd неофициально употребим как обозначение районов страны — в первую очередь, частей Хайленда и Гебридских островов, где сохраняются гэльские язык и культура. Часто противопоставляется понятию Galldachd — «некельтской» части Шотландии.